# Gullah jezik
Gullah jezik (sea island kreolski engleski, geechee; ISO 639-3: gul), jezik istoimene afroameričke etničke skupine Gullah, nekad nastanjenih sve od rta Cape Fear do Jacksonvillea na Floridi. Danas je koncentriran u atlantskoj nizini Low Country u Južnoj Karolini i Georgiji, i na otocima Sea Islands.
Gullahski je temeljen na engleskom a znatan utjecaj imali su jezici fula [fub], mende [men], odakle je porijeklo ovog stanovništva.
Srodan je bahamskom kreolskom i afroseminolskom. Govori ga oko 250 000 ljudi (2000), među kojima je 7 000 do 10 000 monolingualnih. Govori ga i 10 000 Gullaha u gradu New Yorku (Holm 1989).

## Vanjske poveznice
- Ethnologue (14th)
- Ethnologue (15th)